# 平塚為景
平塚 為景（ひらつか ためかげ）は、平塚為広の子で平塚左馬助の名で知られる。大坂の陣にて豊臣方につき、夏の陣における若江の戦いにて戦死した。